# جين لادوك
أليس جين لادوك (بالإنجليزية: Jeanne LaDuke)‏ (من مواليد 27 يونيو 1938) هي عالمة رياضيات أمريكية متخصصة في التحليل الرياضي وتاريخ الرياضيات. وكانت أيضاً ممثلة طفلة ظهرت في فيلم واحد (الوعد الأخضر).

## بداية حياتها ومسيرتها المهنية السينمائية
نشأت لادوك في مزرعة في مقاطعة بوسي في جنوب غرب إنديانا. وكان والداها من الحاصلين على التعليم الجامعي كما كانت تزورها كثيراً خالتها التي تدرس الرياضيات في شيكاغو وكانت تحضر للادوك ألغاز رياضية معها.
عندما كانت طفلة كانت من ضمن 12 ألف شخص متقدم للعب دور صغير في فيلم الوعد الأخضر (1948) لدى فور إتش كفتاة مزرعة باسم جيسي ريكسفورد وهي شقيقة الشخصية التي تغرم بها شخصية ناتالي وود. تشاركت لادوك وناتالي وود مدرساً قام بتعليمهما ألعاب الأسلاك بالإضافة إلى مناهجهما المدرسية.

## تعليمها
درست لادوك الرياضيات في جامعة ديباو في خمسينات القرن العشرين وتشاركت غرفة مع اختصاصية أخرى في الرياضيات من ولاية أوريغون والتي أظهرت لها الولاية في رحلات التخييم الصيفية.
حصلت على درجة الماجسيتر في الرياضيات ولكنها لم تكن قادرة على الحصول على منصب تعليمي معها لأن كل المناصب التي تقدمت لها توظف الرجال فقط. وعادت إلى ولاية أوريغون في عام 1966 كطالبة الدكتوراه في جامعة أوريغون وأكملت الدكتوراه في عام 1969 مع أطروحة في التحليل الرياضي أشرف عليها كينيث أ روس.

## مسيرتها المهنية الرياضية
بعد الانتهاء من الدكتوراه قضت لادوك السنوات الثلاثين التالية كعضو هيئة تدريس في قسم العلوم الرياضية في جامعة ديبول. وتقاعدت في عام 2003.
كما أنها ألفت كتاب "النساء الرائدات في الرياضيات الأمريكية: الحاصلات على دكتوراه ما قبل عام 1940 (الجمعية الرياضية الأمريكية وجمعية لندن الرياضية، 2009) وذلك بالتعاون مع جودي غرين. كما سُميت سلسلة محاضرات سنوية حول المرأة في الرياضيات والعلوم والتكنولوجيا في ديبول باسمها.

## روابط خارجية
- جين لادوك على موقع IMDb (الإنجليزية)